# Edward Larocque Tinker
Edward Larocque Tinker (Nova York, 12 de setembro de 1881- ibidem, 6 de julho de 1968) era um escritor e filantropo dos Estados Unidos muito interessado pela cultura latino-americana.
Era neto do advogado Joseph Larocque, a sua mãe era Louise (Larocque) Tinker, e o seu pai Henry Champlin Tinker.
Estudou direito na Universidade de Columbia, doctorado nas universidades de Paris e Madri.
Em 1959, criou a Tinker Foundation com a sua segunda esposa Frances McKee Tinker, do seu avô Edward Greenfield Tinker e do seu pai.
A Biblioteca Edward Larocque Tinker está no Harry Ransom Center.

## Obra
- Lafcadio Hearn's American Days, 1924
- Closed Shutters: Old New Orleans - the Eighties, 1931
- Les écrits de langue française en Louisiane au XIXe siècle, 1932
- The horsemen of the Americas and the literature they inspired, 1953
- Gombo Comes to Philadelphia1957
- Life and Literature of the Pampas, 1961
- Centaurs of Many Lands, 1964